# Herbert Geier
Herbert Geier (* 1923 in Ingolstadt; † 1990) war ein deutscher Siebdrucker, der in seinem Heimatort eine international renommierte Siebdruckwerkstatt betrieb.

## Werdegang
Herbert Geier gründete 1953 einen Betrieb für dekorative Malerei, Schrift und Reklame. Die 1956 errichtete Werkstätte wurde im Jahr 1959 infolge einer Angliederung einer Siebdruckerei erweitert. In den Jahren 1963 bis 1966 erregten Plakate aus seiner Druckerei aufsehen und wurden prämiert. 1969 übernahm er das Amt des Obermeisters der Malerinnung. Später setzte er Impulse im Hauptverband des Deutschen Malerhandwerks. Aufgrund der außergewöhnlichen Qualitätsleistung der Ausstellung 1990 in Regensburg ist das Atelier u. a. nach New York eingeladen worden. Geier hat sich mit der aktuellen Kunst dieser Jahrzehnte zusammengefunden.

## Zitat über Herbert Geier
„Es ist sehr gut, dass an Herbert Geier, mit dem ich jahrelang zusammen gearbeitet habe, endlich erinnert wird. Seit Jahren erwähne ich bei jeder Darstellung der Entstehung des Museums für Konkrete Kunst, dass es Herbert Geier war, der mich zum Verkauf meiner Sammlung an die Stadt Ingolstadt ermunterte. Seiner Initiative und seiner Arbeit mit dem Keller-Verlag und mir ist fast alles zu danken, was seit 1968 entstanden ist.“ - Eugen Gomringer

## Arbeiten
- Serigrafien
- 1965: Mappe mit Arbeiten der Ingolstädter Künstler Johannes Eppelein, Pius Eichlinger, Käte Krakow, Gustav Schneider, Knut Schnurer und Liselotte Spreng
- 1972: Deutsche Fassung von Albers. Interaction of color (eines der wichtigsten Lehrwerken über Farbe)

## Preise
- Bundesverdienstkreuz
- 1989: Goldene Bürgermedaille der Stadt Ingolstadt

## Ausstellungen
- 1990: Arbeiten aus der Werkstätte Geier: Josef Albers, Otmar Alt, Antonio Calderara, Ernst Fuchs, Eugen Gomringer, Marcello Morandini, Victor Vasarely, Herbert Geier, Kunst- und Gewerbeverein Regensburg